# Hrabošík podzemní

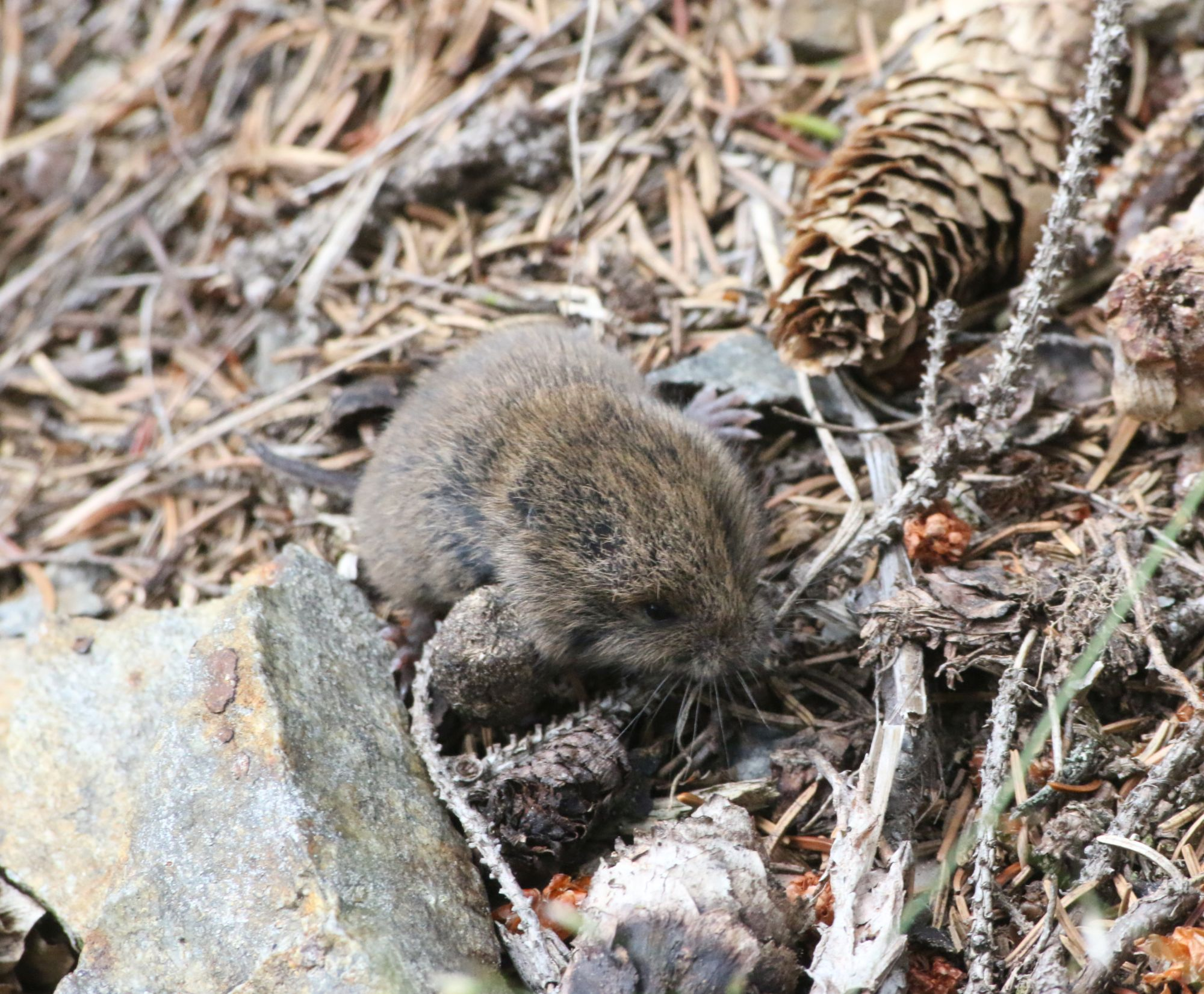
Hrabošík podzemní v Obřím dole v Krkonoších

Hrabošík podzemní (Microtus subterraneus) je drobný hlodavec z čeledi křečkovití (Cricetidae).

## Popis
Jedná se o nejmenšího hraboše vyskytujícího se v České republice. Jeho tělo je dlouhé 82 až 105 mm, ocas má poměrně krátký 24 až 32 mm. Dosahuje hmotnosti 13 až 25 g. Má jemnou srst, která je na hřbetě šedočerná, šedá nebo hnědošedá, na břiše bělavě šedá až stříbřitá. Délka zadní tlapky je obvykle do 15,5 mm. Na chodidlech mají zpravidla 5 mozolů, na rozdíl od ostatních v ČR se vyskytujících hrabošů.

## Rozšíření
Největší oblast výskytu se nachází v Evropě (od francouzského pobřeží, přes pobřeží Baltského moře po Alpy, Jaderské moře a Balkánský poloostrov; odděleně také v Estonsku). Vyskytuje se také v Malé Asii (v horách Turecka).

## Ekologie
Vyskytuje se na různých stanovištích. V porostech jemných travin a bylin, na polích, v lesích (často v olšinách při březích řek) a také v zahradách. 
V ČR není zákonem chráněný. Podle Červeného seznamu IUCN je klasifikován jako málo dotčený (LC).

## Potrava
Během vegetačního období je z větší části (více než dvě třetiny) tvořena zelenými rostlinami (zejména listy), dále konzumují květy, mechy, semena a plody. V zimním období se živí hlavně kořínky a oddenky, v menší míře také semeny.

## Rozmnožování
Obvykle má méně početné vrhy s 2 až 4 mláďaty. Zato samice je schopná rodit 3 až 5 krát za rok v období od května do září až října. Samice mají pouze dva páry mléčných bradavek. Péče o potomstvo je rozdělena mezi samce i samice, nemusí se jednat jen o rodiče, péči mohou zajišťovat i další jedinci ze stejného hnízda. Na jaře narozená mláďata dospívají přibližně ve věku 2 měsíců, později narozená mláďata až po přezimování.